# Heineken
Heineken International je veliko nizozemsko pivovarsko podjetje, ki ga je ustanovil Gerard Adriaan Heineken v Amsterdamu leta 1864 - istega leta je bila ustanovljena tudi slovenska pivovarna Union.
Heineken ima okrog 76 tisoč zaposlenih in ima v lasti več kot 165 pivovarn v več kot 70 državah.
Heineken je z letno proizvodnjo okrog 180 milijonov hektolitrov piva, tretji največji pivovar na svetu po Anheuser-Busch InBev in SABMiller. 
Glavne blagovne znamke:
- Heineken
- Amstel,
- Cruzcampo,
- Birra Moretti,
- Murphy’s,
- Ochota,
- Star,
- Starobrno,
- Tiger Beer,
- Zagorka,
- Żywiec
- Pivovarna Laško

13. aprila 2015 je Heineken kupil 51,11% delnic pivovarne Laško